# ۱۵ ذی‌الحجه
۱۵ ذیحجه، پانزدهمین روز ماه ذیحجه در تقویم هجری قمری است.
در تقویم هجری قمری قراردادی این روز ۳۴۰مین روز سال است.

## وقایع
- آغاز نهضت عباسیان با قیام «ابومسلم خراسانی» علیه حکومت اُمَوی (۱۲۹ ق)
- آغاز حکومت «محمد خدابنده» معروف به «الجایتو» ایلخان مغول (۷۰۳ ق)

## تولدها
- ۲۱۲ ‐ علی بن محمد (نقی)، دهمین امام شیعیان در مدینه[۱]

## درگذشتگان
- آیت اللَّه «شیخ علی اکبر برهان» (۱۳۷۸ ق)